# Tetramerium diffusum
Tetramerium diffusum är en akantusväxtart som beskrevs av Joseph Nelson Rose. Tetramerium diffusum ingår i släktet Tetramerium och familjen akantusväxter. Inga underarter finns listade i Catalogue of Life.